# Iglesia de San Martín (Riaño)
La iglesia de San Martín es el principal templo de la parroquia de Riaño, en el concejo asturiano de Langreo (España), fruto de una reconstrucción del siglo XVIII.

## Descripción
Se trata de la reconstrucción de una iglesia anterior, llevada a cabo en los siglos XVII-XVIII y dedicada a San Martín. Puede que el templo original sea del siglo XVI. Posteriormente se fueron añadiendo capillas laterales bajo el mecenazgo de las familias Dorado y Buelga. Es una construcción eclesiástica típicamente rural de una sola nave en origen, pórtico delantero y lateral y una voluminosa espadaña de doble hoja. La fachada es a piedra vista y se aprecian las diversas capillas añadidas desde 1836 (altar mayor, Nuestra Señora del Rosario y San Antonio). 
Con la construcción a mediados del siglo XX del polígono residencial de Riaño, la iglesia quedó aislada de su contexto rural a excepción de la Casa de Los Dorado, cuyo muro está a escasos metros de la ermita. La imagen del edificio contrasta por tanto entre los bloques de viviendas.